# Georg Cremer
Georg Cremer (* 27. März 1952 in Aachen) ist ein deutscher Volkswirtschaftler und ehemaliger Generalsekretär des deutschen Caritasverbandes.

## Leben
Cremer hat an der Albert-Ludwigs-Universität Freiburg und der Pädagogischen Hochschule Freiburg Ausbildungen zum Diplom-Volkswirt und zum Diplom-Pädagogen abgeschlossen. 1983 promovierte er in Volkswirtschaftslehre, 1992 habilitierte er in diesem Fach. Von 1979 bis 1985 arbeitete Cremer als wissenschaftlicher Mitarbeiter bei der Universität Freiburg. Von 1986 bis 1989 war er Leiter eines Entwicklungsprojekt in Indonesien. Nach einer mehrjährigen Tätigkeit für den Deutschen Caritasverband übte Cremer von 2000 bis 2017 das Amt des Generalsekretärs in dieser Organisation aus.
Von 1998 bis 2015 war er Lehrbeauftragter an der ETH Zürich zu Korruptionskontrolle in der Entwicklungszusammenarbeit und seit 1999 ist er außerplanmäßiger Professor für Volkswirtschaftslehre an der Universität Freiburg.
2012 wurde Cremer von Papst Benedikt XVI. als Komtur des Gregoriusordens ausgezeichnet. 2022 erhielt er den Verdienstorden des Landes Baden-Württemberg. Cremer ist verheiratet und hat drei Kinder.
Cremer ist mit mehreren bedeutenden Wissenschaftlern und Theologen verwandt; es seien genannt: Der Vater Hubert Cremer, die Mutter Elisabeth Rahner und dadurch Verbindungen zu Karl und Hugo Rahner, der Onkel Lothar Cremer, die Tante Erika Cremer und die Brüder Christoph und Thomas Cremer.

## Werke (Auswahl)
- Armut in Deutschland – Wer ist arm? Was läuft schief? Wie können wir handeln? Beck, München 2016, ISBN 978-3-40669-922-1
- Deutschland ist gerechter, als wir meinen – Eine Bestandsaufnahme. Beck, München 2018, ISBN 978-3-40672-784-9
- Korruption begrenzen: Praxisfeld Entwicklungspolitik Lambertus-Verlag, Freiburg 2019, ISBN 978-3-7841-3195-5
- Sozial ist, was stark macht – Warum Deutschland eine Politik der Befähigung braucht und was sie leistet. Herder, Freiburg 2021, ISBN 978-3-45139-126-2.
- Soziale Dienstleistungen (mit Nils Goldschmidt, Sven Höfer) Mohr Siebeck, 2023, ISBN 978-3-82526-136-8